# Internet Access and Training Program
Программа Расширения Доступа и Обучения в Интернет (англ. Internet Access and Training Program, IATP) — сеть Интернет-центров в 9 странах евразийского региона. Сеть финансируется Государственным агентством США по международному развитию (USAID), администрируется Советом по Международным Исследованиям и Обменам (IREX), ведущей некоммерческой организацией в Соединенных Штатах Америки (разрабатывает и реализует программы в области высшего образования и развития Интернета, занимается вопросами поддержки независимых средств массовой информации и правового гражданского общества как в США, так и в Европе, странах бывшего Советского Союза, на Ближнем Востоке и в Азии).
В центрах предоставляется бесплатный доступ в Интернет, возможность участия в многочисленных тренингах, связанных с современными информационными технологиями, по некоторым из которых выдаются соответствующие сертификаты.

## История
Программа была создана в середине 90-х годов. Основными её задачами было предоставление доступа в Интернет и семинаров исключительно для выпускников программ обмена (Alumni ), спонсируемых правительством США, помощь выпускникам в поддержке контактов со своими коллегами из Соединенных Штатов и продолжении исследования и научную работу после возвращения домой. Со временем доступ в Интернет стал предоставляться и другим группам: журналистам, юристам, представителям НПО и студентам. Ныне программа значительно урезана, поскольку её финансирование прекращено на территории большинства стран.